# Derrière la porte
Pour les articles homonymes, voir Derrière la porte (court-métrage).
Pour plus de détails, voir Fiche technique et Distribution.
 Derrière la porte (titre original : Oltre la porta) est un film italien réalisé par Liliana Cavani et sorti en 1982.

## Fiche technique
- Titre original : Oltre la porta
- Réalisation : Liliana Cavani
- Scénario : Liliana Cavani, Enrico Medioli
- Producteur : Francesco Giorgi
- Image : Luciano Tovoli
- Musique : Pino Donaggio
- Montage : Ruggero Mastroianni
- Durée : 110 minutes
- Dates de sortie : 
  - 5 septembre 1982 ( Italie)
  - 4 mai 1983 ( France)
- Affiche : Michel Landi (France)

## Distribution
- Marcello Mastroianni : Enrico Sommi
- Eleonora Giorgi : Nina
- Tom Berenger : Matthew Jackson
- Michel Piccoli : M. Mutti
- Paolo Bonetti
- Maria Sofia Amendolea
- Enrico Bergier
- Marcia Briscoe